# きたがわ翔
きたがわ 翔（きたがわ しょう、1967年6月28日 - ）は、日本の漫画家。男性。静岡県出身。本郷高校デザイン科卒。血液型はO型。
代表作に、『19〈NINETEEN〉』、『B.B.フィッシュ』、『C』、『ホットマン』、『刑事が一匹…』、『デス・スウィーパー』など。

## 概要
1981年、13歳のときに少女誌『別冊マーガレット』（集英社）に投稿した『番長くんはごきげんななめ』でデビュー。1986年からは活動の場を男性誌である『週刊ヤングジャンプ』（集英社）に移す。
2004年、集英社専属契約が終了。同年、講談社『モーニング』等へ活動の場所を移す。集英社の青年漫画誌掲載も不定期ながら続けている。
『ホットマン』の主人公のモデルであり、本人もファンであると公言しているジャン・レノには実際に会ったことがある。またTVドラマ『ホットマン』で主人公を演じた反町隆史とは同じ浦和市立大谷場中学校の出身である。

角松敏生、岡村靖幸のファンとして知られ、OVA『19〈NINETEEN〉』では、角松敏生が音楽を担当し、彼の曲が数多く挿入されている。角松敏生と面会した際には、諸星大二郎等の敬愛する漫画家や森高千里等の2人が共通する話題で盛り上がり、非常に意気投合したという。

## 人物
中学時代は、軟式テニス部に所属していた。高校時代はラグビー部に所属し、ポジションはプロップ。
小遣い稼ぎが目的で、当時少年漫画とは違い毎月コンテストが開催されていた少女漫画を描き始める。
別冊マーガレット時代、学ランのまま集英社へ打ち合わせに出向いていたために受付で一般のファンと間違われ、そのたびに作家である事を説明していた。
少女漫画誌でのデビュー、連載に当たり、少女マンガを研究したことがあり、70年代・少女マンガから連なる技法の歴史について詳しい。ウェブ番組『山田玲司のヤングサンデー』や『Yahoo! JAPAN クリエイターズプログラム』ではその豊富な知識と技術を披露している。
2020年2月27日深夜、作画中に心臓に違和感を覚え、翌28日に病院に赴き診察を受けたところ急性心筋梗塞と診断される。幸い命に別状はないものの、しばらくの入院を余儀なくされた。

## 略歴
- 1981年 - 『番長くんはごきげんななめ』によりデビュー。
- 1990年 - 『19〈NINETEEN〉』がアニメ化（OVA）
- 1994年 - 『B.B.フィッシュ』がアニメ化（OVA）
- 2003年 - 『ホットマン』がドラマ化（TBS系）
- 2004年 - 『ホットマン』のドラマの第2弾が公開。
- 2005年 - 『刑事が一匹…』の連載が『モーニング』（講談社）にて開始。
- 2006年 - 『きたがわ日和』の連載が『小説すばる』（集英社）の2月号から11月号まで掲載。
- 2007年 - 『Thirty』が『モーニング』（講談社）で掲載。
- 2007年 - 『デス・スウィーパー』の連載が『コミックチャージ』（角川書店）にて開始。
- 2008年 - 『成りあがり〜矢沢永吉物語』の連載が『コミックチャージ』（角川書店）にて開始（上と同時連載）。
- 2019年4月 - 東京・リベストギャラリー創での「アナログ」で初の原画展を開催[3]。
- 2021年6月 - 東京・リベストギャラリー創にてデビュー40周年を記念した原画展を開催予定[4]。

## 作品リスト
1980年代
- 萌子がんばります（1985年、マーガレットレインボーコミックス（創美社）。ISBN 4-420-11151-8）
- PUREボーイ（1987年、マーガレットコミックス（集英社）。ISBN 4-08-849245-5）
- TEENSしようか!（1988年、ヤングジャンプコミックス（集英社）。ISBN 4-08-861611-1）
- 19〈NINETEEN〉（1988年-1990年連載、週刊ヤングジャンプ。1989年-1991年、ヤングジャンプコミックス。全12巻）
- エキセントリックシティ（1989年、マーガレットコミックス。ISBN 4-08-849491-1）

1990年代
- B.B.フィッシュ（1991年-1994年、ヤングジャンプコミックス。全15巻）
- C（1994年-1997年、ヤングジャンプコミックス。全10巻）
- Sweet Vanilla（1996年、集英社。ISBN 4-08-782850-6）
- ホットマン（1997年-2000年、ヤングジャンプコミックス。全15巻）

2000年代
- BlackDahlia（2001年、ヤングジャンプコミックス。ISBN 4-08-876113-8）
- PERFECT TWIN（2001年-2002年、ヤングジャンプコミックス。全5巻）
- HONEY!!（2002年-2003年、ヤングジャンプコミックス。全3巻）
- ホットマン2003ーきたがわ翔短編集（2003年、ヤングジャンプコミックス）
- 千夏のうた（2004年、ヤングジャンプコミックス。全3巻）
- 刑事が一匹…（2005年-2006年、モーニングKC（講談社）。全7巻）
- デス・スウィーパー（2007年-、角川チャージコミックス（角川書店）。全5巻）
- 絆（2008年、月刊ヤングキング。読切）
- 成りあがり 矢沢永吉物語（2008年-2009年、角川チャージコミックス（角川書店）、全3巻）
- BENGO!（2009年-2010年、ジャンプコミックスデラックス（集英社）、全4巻）
- ガキホス（2009年-2010年、発行/少年画報社）

2010年代
- ソウルメッセンジャー（2011年、スーパージャンプ連載） - 原作：藤沢とおる
- アントルメティエ（2012年-2013年、ヤングジャンプコミックス（集英社）、全4巻） - 原作：早川光
- 黄昏の野いちご、ヘヴンズホール（2014年、月刊flowers。読切）
- HONESTY 〜オネスティ〜（2014年、漫画ゴラク（日本文芸社））
- 池袋ウエストゲートパーク（2016年、A-WAGON）- 原作：石田衣良
- 19 FOREVER （2017年、Sho Studio）クラウドファンディング成立により。
- リンキング・ラブ（2017年、クリーク・アンド・リバー社）- 原作：萩島宏
- 遺品整理会社 DEATH SWEEPERS（2017年-2018年、グランドジャンププレミアム（集英社）、読み切り掲載後、不定期連載）
- 十字の記憶（2019年1月、「カドブン」KADOKAWA、読み切り）原作：堂場瞬一[5]

### 画集
- きたがわ翔イラストブック（1993年、集英社 ISBN 4-08-861520-4）
- きたがわ翔イラストブック（2017年、Sho Studio、電子書籍版）

### 一般書籍
- プロが語る胸アツ「神」漫画 1970-2020 (2021年10月、集英社、インターナショナル新書)  - 名作漫画を「構造」から読み解いた。帯には推薦者として宇垣美里、笹生那実、山田玲司の名がある。

### その他
- 大谷健吾「Missing you 〜変わらない約束〜」（1994年） - 8cmシングル・ジャケットのイラスト
- 天道清貴「虹の向こうへ」（2019年） - ジャケットのイラスト

## 出演

### 舞台
- 夜の手塚治虫〜ここでしか語れない、黒くて妖しいオサムのこと。（2018年10月12日、吉祥寺シアター） - 手塚のアシスタント・きたがわ翔役[6]

### テレビ
- 午前0時の森（2023年5月16日、日本テレビ）

### ラジオ
- アフター6ジャンクション（2020年6月2日、TBSラジオ） - 宇多丸と宇垣美里を相手に約50分、「10代でデビューした少女漫画家」について話した。

## 関連人物
- 竹内桜 - 一時アシスタントを務めていた。
- 花小金井正幸 - 一時アシスタントを務めていた。
- くさのあきひろ - 公私にわたる友人である。
- 山田玲司 - 「玲ちゃん」と呼ぶほど親しい。2人で漫画について語るWeb番組『れいとしょう』を不定期に配信している。